# Miguel (cantor)
Miguel Jontel Pimentel, (23 de outubro de 1985), conhecido simplesmente por Miguel, é um cantor, compositor, produtor musical e guitarrista americano. Assinou um contrato com a Jive Records em 2007. Miguel lançou seu primeiro álbum, All I Want Is You, em novembro de 2010. O álbum foi precedido pelo lançamento do single "All I Want Is You", com participação do rapper J. Cole.
Miguel alcançou maior popularidade depois do lançamento do single "Adorn" e do aclamado álbum Kaleidoscope Dream, ambos em 2012. No Grammy Awards de 2013, "Adorn" acabou por valer a Miguel uma vitória, na categoria de Melhor Canção R&B, e duas nomeações, nas categorias de Melhor Performance R&B e de Melhor Canção do Ano. O álbum em que "Adorn" está incluída, Kaleidoscope Dream, também recebeu uma nomeação para Melhor Álbum de Música Urban Contemporary.

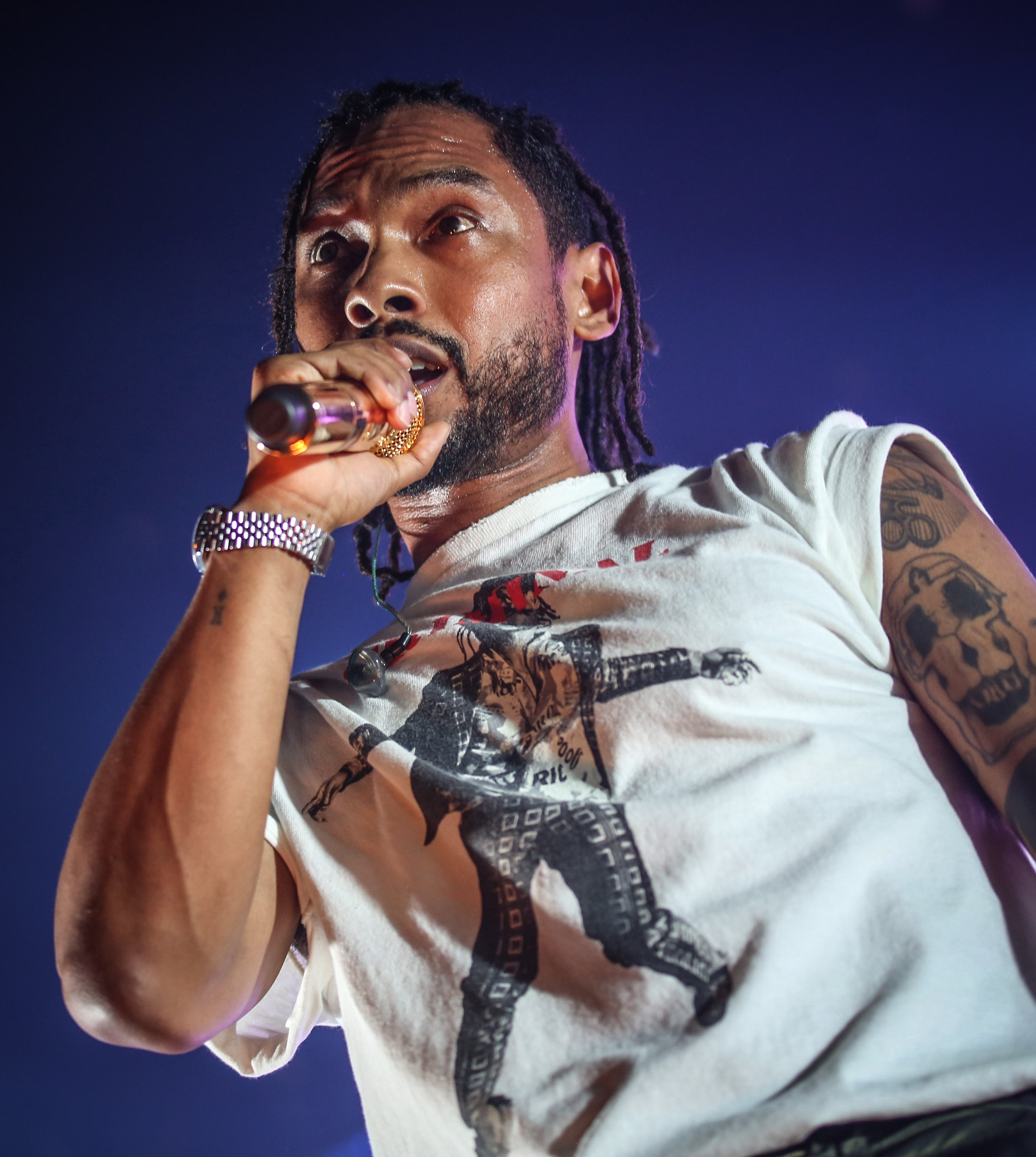
Miguel em 2018.

Em 2015, Miguel lançou o seu 3º álbum, WILDHEART, que, embora não tenha desfrutado do sucesso comercial do antecessor, também foi bem recebido pela crítica. Em 2016, WILDHEART valeu ao cantor californiano uma 2ª nomeação na categoria de Melhor Álbum de Música Urban Contemporary, no Grammy desse mesmo ano. Nessa mesma edição da premiação, Miguel obteve uma 2ª nomeação para Melhor Canção R&B, dessa feita com "Coffee (Fucking)", o 1º single de WILDHEART. "Coffee (Fucking)" não lhe valeu, porém, uma 2ª vitória nessa categoria. 

## Discografia

### Álbuns de estúdio
| Ano  | Detalhes do Álbum | Posições nas Tabelas | Posições nas Tabelas | Vendas      | Certificações   |
| Ano  | Detalhes do Álbum | EUA                  | EUA R&B              | Vendas      | Certificações   |
| ---- | --- | -------------------- | -------------------- | ----------- | --------------- |
| 2010 | All I Want Is You - Lançamento: 30 de novembro de 2010 - Gravadora: Jive, Bystorm - Formato(s): CD, download digital | 37                   | 9                    | - : 455.000 | - RIAA: Platina |
| 2012 | Kaleidoscope Dream - Lançamento: 2 de outubro de 2012 - Gravadora: RCA - Formato(s): CD, download digital, vinil     | 3                    | 1                    | - : 535.000 | - RIAA: Platina |
| 2015 | Wildheart - Lançamento: 29 de junho de 2015 - Gravadora: RCA - Formato(s): CD, download digital                      | 2                    | 2                    | - : 250.000 |                 |
| 2017 | War & Leisure - Lançamento: 01 de dezembro de 2017 - Gravadora: RCA - Formato(s): CD, download digital               | 9                    | 1                    | - : 312.000 | - RIAA: Ouro    |

### Singles
| Ano  | Canção                                                   | Posições nas Tabelas   | Posições nas Tabelas | Álbum              |
| Ano  | Canção                                                   | EUA                    | EUA R&B/Hip-Hop      | Álbum              |
| ---- | -------------------------------------------------------- | ---------------------- | -------------------- | ------------------ |
| 2010 | "All I Want Is You" (com participação de J. Cole)        | 58                     | 7                    | All I Want Is You  |
| 2011 | "Sure Thing"                                             | 36 (2011/12) 11 (2023) | 1                    | All I Want Is You  |
| 2011 | "Quickie"                                                | 69                     | 5                    | All I Want Is You  |
| 2011 | "Girls Like You"                                         | —                      | 43                   | All I Want Is You  |
| 2012 | "Adorn"                                                  | 17                     | 1                    | Kaleidoscope Dream |
| 2012 | "Do You..."                                              | 102                    | 32                   | Kaleidoscope Dream |
| 2013 | "How Many Drinks?" (com participação de Kendrick Lamar)  | 69                     | 24                   | Kaleidoscope Dream |
| 2015 | "Coffee (Fucking)" (com participação de Wale)            | 78                     | 26                   | Wildheart          |
| 2015 | Simple Things (com participação de Chris Brown e Future) | —                      | —                    | Wildheart          |
| 2016 | Waves                                                    | —                      | 46                   | Wildheart          |
| 2017 | "2 Lovin U" (com participação de DJ Premier)             | —                      | —                    | —                  |
| 2017 | "Sky Walker" (com participação de Travis Scott)          | 35                     | 16                   | War & Leisure      |